# HD 76304
HD 76304，又名CD-39 4924，SAO 220628、HR 3548，是一颗恒星，视星等为6.47，位于銀經261.95，銀緯2.81，其B1900.0坐标为赤經8h 50m 6.2s，赤緯-40° 2.81′ 4″。